# Khrustalnyj basjmatjok
Khrustalnyj basjmatjok (russisk: Хрустальный башмачок) er en sovjetisk spillefilm fra 1960 af Rostislav Zakharov og Aleksandr Rou.

## Medvirkende
- Raisa Strutjkova
- Gennadij Ledjakh
- Jelena Vanke
- Lesma Tjadarayn
- Natalja Ryzjenko